# Rockwall (Teksas)
Rockwall je grad u američkoj saveznoj državi Teksas. Prema popisu stanovništva iz 2010. u njemu je živjelo 37.490 stanovnika.